# Flöjtstrandpipare
Flöjtstrandpipare (Charadrius melodus) är en amerikansk fågelart som tillhör familjen pipare. Arten häckar i tre områden i Nordamerika: dels utmed Atlantkusten i Kanada och norra USA, dels i prärieområden och dels kring Stora Sjöarna. Den har minskat kraftigt i antal och har idag en liten population på några tusental individer. Även om den numera ökar igen kategoriseras den som nära hotad.

## Utseende och läte
Flöjtsandpiparen är en liten men robust byggd vadare med en gråaktigt sandfärgad fjäderdräkt med ljusare undersida. De adulta fåglarna har gulorange ben, ett svart band som löper över pannan från öga till öga och svart halsband. Näbben är orange med svart spets. Den är cirka 17–18 centimeter lång, har ett vingspann på 18–19 centimeter och en vikt på 43–48 gram. 
I sin naturliga miljö är fågeln mycket väl kamouflerad och svår att få syn på, speciellt när den står stilla. Dess karakteristiska rörelsemönster på marken utgörs också av korta förflyttningssträckor med vaksamma stopp däremellan. Fågeln har något olika läten beroende på syftet, men dess typiska läte är ett mjuk visslande. 

## Utbredning och systematik
Flöjtsandpiparen häckar i USA och Kanada, längs kusten till Atlanten och på stränderna till de Stora sjöarna. Övervintringen sker längs kusten till Mexikanska golfen i södra USA och Västindien. Vissa behandlar arten som monotypisk medan andra delar in den i två underarter:
- Charadrius melodus circumcinctus – sydcentrala Kanada och nordcentrala USA
- Charadrius melodus melodus – östra Kanada och nordöstra USA

Tillfälligt har den påträffats på Anguilla, Antigua, Barbuda, i Saint Vincent och Grenadinerna samt i Ecuador.

## Släktskap
Flöjtstrandpiparen är närmast släkt med större strandpipare, trots likheten mellan större strandpipare och den amerikanska arten flikstrandpipare. Den senare är systerart till dessa två, medan denna trion i sin tur står närmast skriktstrandpiparen.

## Levnadssätt

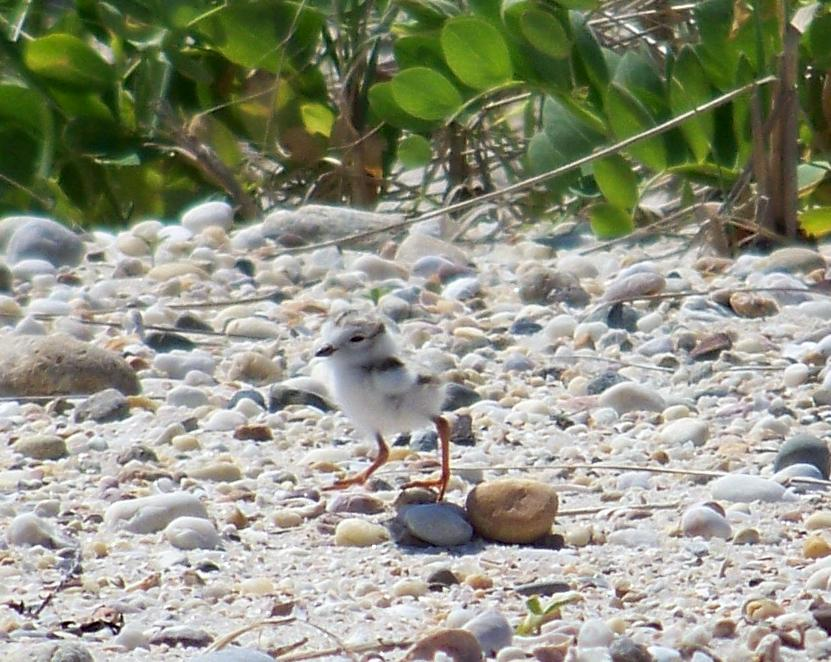
Flöjtstrandpipare, unge två dagar gammal.

Flöjtsandpiparen söker vanligen efter föda längs strändernas högvattenlinje och i vattenbrynet. Insekter, olika maskar och kräftdjur utgör en stor del av dieten. Ett enkelt bo byggs längre upp på stranden, ofta bland gräsklädda sanddyner och äggen, som i den första kullen kan vara upp till fyra stycken, ruvas omväxlande av både hanen och honan. 
Det tar ungefär 27 dagar till kläckningen och de små ungarna behöver cirka 30 dagar på sig innan de är flygfärdiga. Under denna tid är de utsatta för många faror och föräldrarna vakar noga över ungarna och lockar ofta bort eventuella hot mot ungarna, som kråkor, katter, tvättbjörnar och rävar, genom att själva låtsas vara skadade.

## Status och hot
Flöjtstrandpiparen betraktas som nära hotad (NT) av IUCN. De största hoten mot arten är föroreningar och habitatförlust, exempelvis genom att de stränder där den lever bebyggs eller på något annat sätt tas i anspråk och förändras av människan. Även om arten de senaste 40 åren har minskat har den ökat sedan början av 1990-talet. Världspopulationen uppskattas till mellan 7600 och 8400 häckande individer, varav den senaste taxeringarna gav 4016 vuxna individer utmed Atlantkusten 2019, cirka 3500 i norra Great Plains 2016 och prärieområden samt 147 kring Stora sjöarna 2014–2018.